# Townsend Saunders
Townsend Saunders, född den 20 april 1967 i White Sands, New Mexico, är en amerikansk brottare som tog OS-silver i lättviktsbrottning i fristilsklassen 1996 i Atlanta.